# 鴨涌馬路
鴨涌馬路（葡萄牙語：Estrada do Canal dos Patos）位於澳門半島北部，與青洲大馬路同為車輛唯二可以進入青洲的街道。

## 歷史沿革
青洲原是一座小島，而澳門半島也有一沙堤與關閘相連，俗稱蓮花莖，之後沙堤兩側填海形成現在巴波沙大馬路。在1890年青洲島與沙堤之間築建一條長堤，今形成青洲大馬路的鄒形。從20世紀20年代起馬路兩側填海，與台山地區大幅度相連，並再開拓馬路與李寶椿街組成一條大馬路。

## 相關街道
- 李寶椿街
- 化驗所街
- 青洲河邊馬路

## 重要地點
- 青茂口岸
- 青蔥大廈
- 鴨涌河變電站
- 青洲河邊馬路休憩區
- 鴨涌河自由波地